# Виталиан из Озимо
Виталиа́н (VIII век) — святой епископ Озимо. День памяти — 16 июля.
Святой Виталиан был епископом Озимо, что в Италии, в течение 33 лет. При нём был построен городской собор, освящённый в честь святого Леопарда, первого епископа Озимо, жившего в IV векe. Святой Виталиан был похоронен в том же месте.
С 1755 года коммуна Озимо назначает его одним из святых покровителей города.
Память святого совершается в тот же день, что и память его тёзки, святого Виталиана из Капуа.